# Beuchel
Beuchel is een klein eilandje in de baai Neuendorfer Wiek op het eiland Rügen in de deelstaat Mecklenburg-Voor-Pommeren in Noordoost-Duitsland. Het ligt slechts ruim 100 meter van Rügen verwijderd. Het is circa 400 meter lang en 150 meter breed en meet ca. 7 ha. Dit boonvormige eiland is vlak en onbebost.
Het eilandje werd in 1940 tot natuurreservaat verklaard om de broedende en rustende vogels op het eiland de nodige bescherming te bieden. Het mag vanwege deze reden dan ook niet worden bezocht.